# 약수동
약수동(藥水洞)은 서울특별시 중구의 행정동이다.

## 연혁
- 1955년 4월 18일 : 행정동제 실시에 따라 성동구 약수동을 설치하였다.
- 1970년 5월 18일 : 약수동을 신당제3동으로 개칭하였다.
- 1975년 10월 1일 : 신당제3동을 성동구에서 중구로 편입하였다.
- 2013년 7월 20일 : 신당제3동을 약수동으로 개칭하였다.[1]

## 법정동
- 신당동 일부

## 근처 초등학교
근처 초등학교에는 흥인초등학교, 장충초등학교, 청구초등학교 등이 있다.

## 교통
- ● 수도권 전철 3호선, ● 서울 지하철 6호선 약수역

## 사진

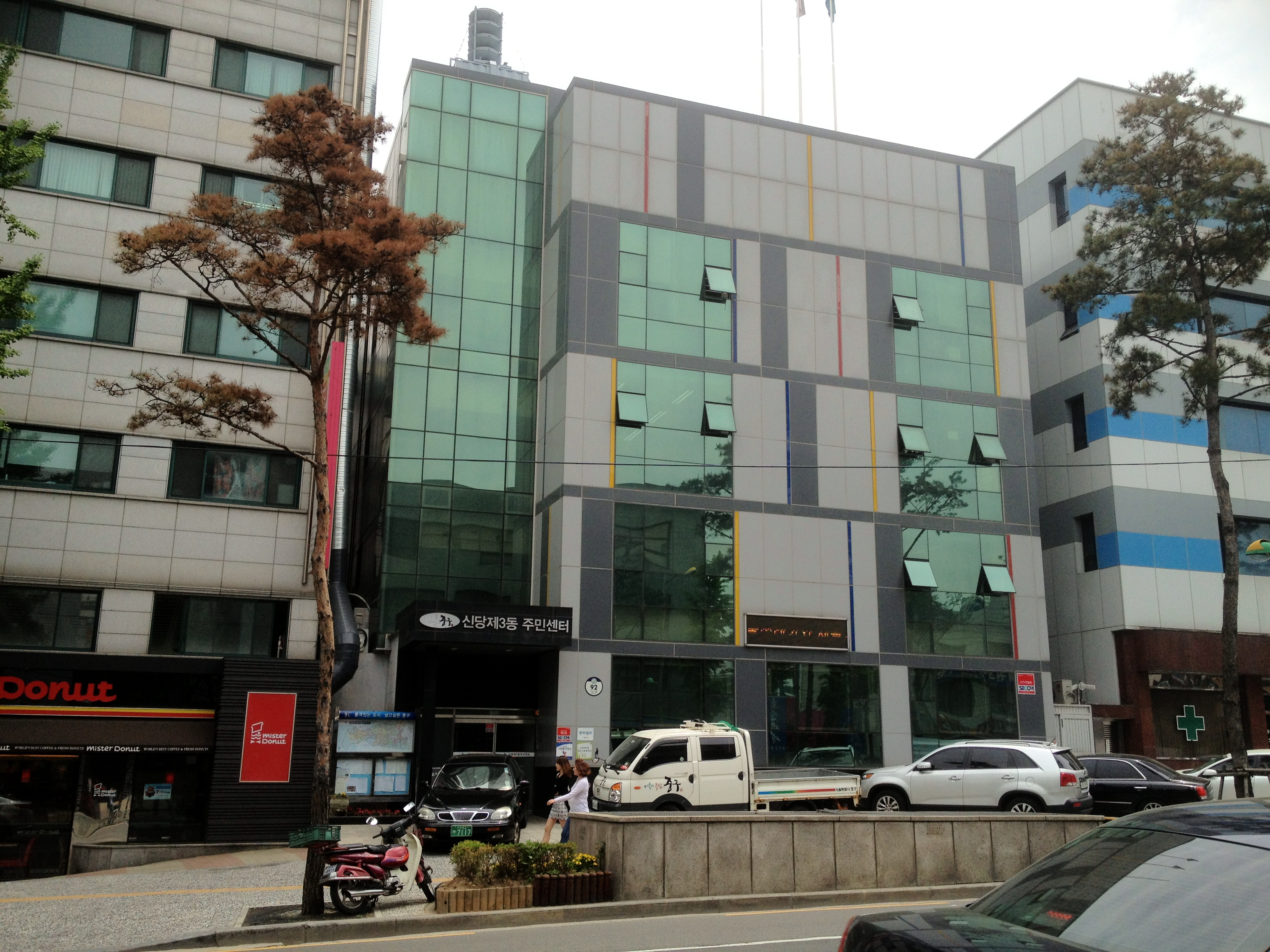
동명 변경 전의 약수동주민센터 (구 신당제3동주민센터)

## 같이 보기
- 대한민국의 행정 구역